# Tutermaa
Tutermaa är en ort i Estland. Den ligger i Harku kommun och landskapet Harjumaa, i den västra delen av landet, 21 km sydväst om huvudstaden Tallinn. Tutermaa ligger 40 meter över havet och antalet invånare är 271.
Terrängen runt Tutermaa är mycket platt. Runt Tutermaa är det ganska glesbefolkat, med 36 invånare per kvadratkilometer. Närmaste större samhälle är Keila, 3,3 km sydväst om Tutermaa. Omgivningarna runt Tutermaa är en mosaik av jordbruksmark och naturlig växtlighet.